# Jelena Kostanić Tošić
Jelena Kostanić Tošić (Split, 1981. július 6. –) horvát teniszezőnő. 1999-ben kezdte profi pályafutását, ezalatt nyolc páros WTA-tornát nyert meg. Legjobb egyéni világranglista-helyezése harminckettedik volt, ezt 2004 júliusában érte el.

## Eredményei Grand Slam-tornákon

### Egyéniben
| Torna           | 2009 | 2008   | 2007   | 2006   | 2005   | 2004   | 2003   | 2002   | 2001   | 2000   | 1999   |
| --------------- | ---- | ------ | ------ | ------ | ------ | ------ | ------ | ------ | ------ | ------ | ------ |
| Australian Open | -    | 1. kör | 3. kör | 3. kör | 2. kör | 1. kör | 1. kör | 2. kör | 1. kör | 3. kör | -      |
| Roland Garros   |      | -      | 1. kör | 1. kör | 2. kör | 2. kör | 2. kör | 2. kör | -      | 1. kör | -      |
| Wimbledon       |      | -      | 1. kör | 1. kör | 1. kör | 1. kör | 1. kör | 1. kör | -      | 1. kör | -      |
| US Open         |      | 1. kör | 2. kör | 2. kör | 1. kör | 3. kör | 1. kör | 1. kör | -      | 2. kör | 2. kör |

## Év végi világranglista-helyezései
| Év       | 1996  | 1997 | 1998 | 1999 | 2000 | 2001 | 2002 | 2003 | 2004 | 2005 | 2006 | 2007 | 2008 |
| Helyezés | 1081. | 396. | 236. | 99.  | 113. | 133. | 71.  | 67.  | 35.  | 99.  | 47.  | 105. | 112. |